# Belastingplichtige
Een belastingplichtige (ook wel: douaneschuldenaar of rechtenplichtige) is een rechtssubject van wie of waarvan verschuldigde belasting wordt geheven. Veelal worden in de onderscheidenlijke belastingwetten natuurlijke personen en rechtspersonen als belastingplichtige aangewezen. 

## Nederland
In sommige belastingwetten in Nederland, bijvoorbeeld de inkomstenbelasting en vennootschapsbelasting, onderscheidt men ook nog binnenlandse belastingplichtigen (zij die in Nederland wonen of gevestigd zijn) en buitenlandse belastingplichtigen (zij die niet in Nederland wonen of gevestigd zijn). Buitenlandse belastingplichtigen zijn veelal voor een beperkter aantal bronnen aan de heffing onderworpen, namelijk alleen bronnen die voldoende binding met Nederland hebben (bijvoorbeeld in Nederland gelegen onroerende zaken). Daar staat tegenover dat buitenlandse belastingplichtigen ook minder faciliteiten kunnen gebruiken.